# 아담 (2019년 모로코 영화)
아담(Adam)은 모로코에서 제작된 마리암 투자니 감독의 2019년 드라마 영화이다. 루브나 아자발 등이 주연으로 출연하였다.

## 출연

### 주연
- 루브나 아자발
- 니스린 에라디
- 두아이 벨카우다
- 아지즈 하타브